# ピンス焼き
ピンス焼き（ピンスやき）は、縁日や祭りで販売されるベビーカステラの兵庫県淡路島における呼称。
島内で営業している池田商店の半熟のピンス焼きが有名。2011年には米粉入りのピンス焼き「コメピー」も売り出された。

## 名称
ピンス焼きは淡路島におけるベビーカステラの呼称であり、島外でベビーカステラがピンス焼きと呼ばれることはない。同じ淡路でも北部の仮屋では「福玉焼」と呼ばれていたこともある。
ピンスの由来はベビーカステラを焼く機械（焼き型、鍋）についている蓋を止める閂（かんぬき）のことをピン（pin)と言い、蓋を締めて閂をすることをピンすると言ったことに由来し、ピンして焼いたので”ピンス焼き”となった。
名前の由来については麻雀のピンズ牌に形が似ているとか、たこ焼きの焼き型を使って針（ピン）で生地を回していたからとか、カスタード入ケーキのピースパフ"Peace Puff"から来たといった説もある。